# Saba Zuzanna Krasoczko

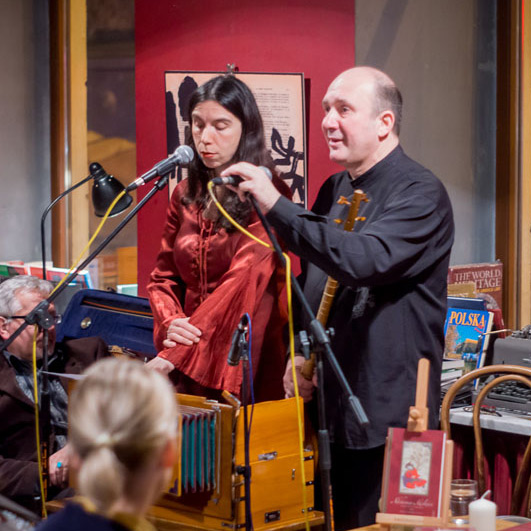
Mieczysław Litwiński und Saba Krasoczko-Litwińska, Duo Sol et Luna (2012)

Saba Zuzanna Krasoczko-Litwińska ist eine polnische Sängerin, Improvisationsschauspielerin, Übersetzerin und Gesangspädagogin.

## Leben
Krasoczko studierte Gesang bei Mieczysław Litwiński, Damien Poisblaud, Izabela Kłosińska, Khonoome Nahid und Khonoome Tabatabai. Sie verbindet klassischen Gesang mit Einflüssen aus der byzantinischen und persischen Musik. Sie arbeitete viele Jahre als Solistin und Mitglied der Gruppe für liturgisches Theater mit dem Węgajty-Theater zusammen, mit dem sie in vielen europäischen Ländern auftrat. Sie beteiligte sich hier an Projekten mit modernen und Butoh-Tänzern sowie Pantomimen.
Ihr Repertoire umfasst neben der Alten, klassischen und zeitgenössischen Musik auch litauische Volksmusik und klassische persische Musik. Als Duo Sol et Luna mit Mieczysław Litwiński gab sie Konzerte in Europa und im Iran und schuf Schauspielmusiken u. a. für Pat Cremins’ modernes Tanztheater und Pantomimeaufführungen des New Yorkes Christofer Yearman.